# Мел-палеогеновое вымирание
Мел-палеогеновое вымирание (иногда встречается мел-кайнозойское вымирание, ранее называлось мел-третичное вымирание) — массовое вымирание, произошедшее около 66 млн лет назад, на границе мелового и палеогенового периода. Этим вымиранием завершилась мезозойская эра и началась кайнозойская, продолжающаяся до сих пор.
Граница мелового и палеогенового периодов представляет собой тонкий слой иридия, который встречается в основном в астероидах. В том числе из-за этого основной причиной вымирания считается столкновение Земли с астероидом диаметром от 10 до 15 км. Кратер от такого столкновения был найден в Мексике, на полуострове Юкатан, и получил название Чикшулуб.
Наиболее известной частью этого массового вымирания явилось вымирание нептичьих динозавров. Однако, на самом деле вымирание затронуло, за некоторыми исключениями, в том числе всех тетраподов массой более 25 кг. Среди прочих, точно известно о резком сокращении на суше численности птиц, ящериц, насекомых, птерозавров (вымерли полностью) и растений. В море полностью вымерли плезиозавры и мозазавры, сократилось число видов костистых рыб, акул, моллюсков (в том числе аммонитов, которые вымерли полностью). Всего же вымерло около 75% всех существовавших тогда видов живых организмов.
После вымирания осталось множество пустовавших экологических ниш. Это послужило основой для диверсификации новых групп животных. В первую очередь такими стали млекопитающие. Если в мезозое они были небольшими животными, то уже в палеогеновом периоде они эволюционировали в самые разнообразные формы (например, появились приматы, рукокрылые, китообразные и многие другие). Некоторые выжившие авиалы эволюционировали в нынешние виды птиц. В океанах своего расцвета достигли костистые рыбы.

## Масштабы вымирания
Вместе с нептичьими динозаврами вымерли прогрессивные морские завропсиды, в том числе мозазавры и плезиозавры, летающие ящеры (птерозавры), многие моллюски, в том числе аммониты и белемниты, и множество мелких водорослей. Всего погибло 16 % семейств морских животных (47 % родов морских животных) и 18 % семейств сухопутных позвоночных, включая практически всех крупных и средних по размеру. Все существовавшие в мезозое экосистемы были полностью разрушены, что впоследствии резко подстегнуло эволюцию таких групп животных, как птицы и млекопитающие, давших в начале палеогена огромное многообразие форм благодаря освобождению большинства экологических ниш.
Тем не менее, большинство таксономических групп растений и животных на уровнях от отряда и выше пережило этот период. Так, не вымерли мелкие сухопутные завропсиды, такие как змеи, черепахи, ящерицы и птицы, а также крокодиломорфы, включая доживших до наших дней крокодилов. Выжили ближайшие родственники аммонитов — наутилусы, млекопитающие, кораллы и наземные растения.
Существует предположение, что некоторые нептичьи динозавры (гадрозавры, тероподы и др.) существовали на западе Северной Америки и в Индии в течение ещё нескольких миллионов лет в начале палеогена после их вымирания в других местах. Однако это предположение плохо согласуется с любым из сценариев импактного вымирания.
| Докембрий | Фанерозой | Фанерозой | Фанерозой | Фанерозой | Фанерозой | Фанерозой | Фанерозой | Фанерозой | Фанерозой | Фанерозой | Фанерозой | Фанерозой | Эон       |
| Докембрий | Палеозой  | Палеозой  | Палеозой  | Палеозой  | Палеозой  | Палеозой  | Мезозой   | Мезозой   | Мезозой   | Кайнозой  | Кайнозой  | Кайнозой  | Эра       |
| --------- | --------- | --------- | --------- | --------- | --------- | --------- | --------- | --------- | --------- | --------- | --------- | --------- | --------- |
| Докембрий | Кембрий   | Ордо вик  | Сил ур    | Девон     | Карбон    | Пермь     | Триас     | Юра       | Мел       | Палео ген | Нео ген   |           | П-д       |
| 4567      | 538,8     | 486,85    | 443,1     | 419,62    | 358,86    | 298,9     | 251,902   | 201,4     | 143,1     | 66,0      | 23,04     |           | млн лет ← |
| 4567      | 538,8     | 486,85    | 443,1     | 419,62    | 358,86    | 298,9     | 251,902   | 201,4     | 143,1     | 66,0      | 23,04     | 2,58      |           |

## Причины вымирания
На конец 1990-х годов ещё не существовало единой точки зрения на причину и характер данного вымирания.
К середине 2010-х годов дальнейшие исследования данного вопроса привели к тому, что в научном сообществе возобладала точка зрения, гласящая, что важной причиной мел-палеогенового вымирания было падение небесного тела, вызвавшее появление кратера Чикшулуб на полуострове Юкатан, иные точки зрения рассматривались в качестве маргинальных. В настоящее время эта точка зрения не была опровергнута, но было предложено множество иных, альтернативных или дополняющих факторов, которые также могли сыграть свою роль в массовом вымирании.

### Внеземные гипотезы

#### Падение астероида
Гипотеза импакта. Падение астероида — одна из самых распространённых версий (так называемая «гипотеза Альвареса», обнаружившего мел-палеогеновую границу). Она основана главным образом на приблизительном соответствии времени образования кратера Чикшулуб (который является следом от падения метеорита размером порядка 10 км около 65 млн лет назад) на полуострове Юкатан в Мексике и временем вымирания большинства из исчезнувших видов динозавров. Кроме того, небесно-механические расчёты (основанные на наблюдениях ныне существующих астероидов) показывают, что метеориты размером более 10 км сталкиваются с Землёй в среднем около одного раза в 100 млн лет, что по порядку величины соответствует, с одной стороны, датировкам известных кратеров, оставленных такими метеоритами, а с другой — промежуткам времени между пиками вымираний биологических видов в фанерозое. Теорию подтверждает повышенное содержание иридия и других платиноидов в тонком слое на границе известняковых отложений мела и палеогена, отмеченное во многих районах мира. Эти элементы имеют тенденцию концентрироваться в мантии и ядре Земли и очень редко встречаются в поверхностном слое. С другой стороны, химический состав астероидов и комет точнее отражает первоначальное состояние Солнечной системы, в котором иридий занимает более существенное положение.
С помощью компьютерного моделирования учёные показали, что в воздух было выброшено около 15 трлн тонн пепла и сажи, в результате чего на Земле даже днём было темно, как лунной ночью. Из-за возникшей нехватки света у растений замедлился или на 1—2 года был ингибирован фотосинтез, что могло привести к уменьшению концентрации кислорода в атмосфере (на время, пока Земля была закрыта от поступления солнечного света). Температура на континентах упала на 28 °C, в океанах — на 11 °C. Исчезновение фитопланктона, важнейшего элемента пищевой цепи в океане, привело к вымиранию зоопланктона и других морских животных. В зависимости от времени пребывания в стратосфере сульфатных аэрозолей глобальная годовая средняя температура приземного воздуха уменьшалась на 26 °C, до 16 лет температура была ниже +3 °C. Залегающий между толщей суевита или импактной брекчии и вышележащим палеоценовым пелагическим известняком 76-сантиметровый переходный слой в кратере Чикшулуб, включая верхнюю часть со следами ползания и рытья (ихнофоссилии), сформировался менее чем за 6 лет после падения астероида. В пользу гипотезы, объясняющей вымирание падением небесного тела, свидетельствует геологически мгновенное повышение уровня кислотности поверхностного слоя океана на мел-палеогеновой границе (снижение pH составило 0,2—0,3), выявленное при изучении изотопов бора в известковых оболочках ископаемых фораминифер. До этого момента уровень кислотности был стабильным в течение последних 100 тысяч лет мелового периода. За резким повышением кислотности последовал период постепенного нарастания щёлочности (повышение pH на 0,5), продолжавшийся до 40 тысяч лет от мел-палеогеновой границы. Возвращение кислотности к первоначальному уровню заняло ещё 80 тысяч лет. Такие явления могут быть объяснены снижением потребления щелочей в связи с вымиранием кальцинирующего планктона из-за быстрого закисления поверхностных вод ливневым выпадением SO2 и NOx, попавших в атмосферу в результате удара крупного болида.
В декабре 2021 года, используя гистологический и гисто-изотопный анализы ископаемых рыб с территории Северной Дакоты, данные об онтогенезе рыб и сезонном поведении насекомых, учëные пришли к выводу о том, что воздействие произошло во время бореальной весны/лета, вскоре после сезона нереста рыб. В 2022 году изучение микроструктуры костей рыб и анализ содержания стабильных изотопов позволили уточнить, что катастрофа произошла, когда в Северном полушарии была весна. Исследователи отмечают, что в этот период животные были максимально уязвимы и выхаживали потомство. В Южном же полушарии животные, готовившиеся осенью к зимней спячке, могли пострадать меньше.

#### Иные гипотезы
- Версия «многократного падения» (англ. multiple impact event), предполагающая несколько последовательных ударов[28]. Она привлекается, в частности, для объяснения того, что вымирание произошло не одномоментно (смотри раздел Недостатки гипотез). Косвенно в её пользу свидетельствует тот факт, что метеорит, создавший кратер Чикшулуб, был одним из осколков более крупного небесного тела[44]. Некоторые геологи считают, что кратер Шива на дне Индийского океана, датируемый примерно тем же временем, является следом падения второго гигантского метеорита, ещё большего[45], но эта точка зрения является дискуссионной. Существует компромисс между гипотезами удара одного или нескольких метеоритов — столкновение с двойной системой метеоритов. Параметры кратера Чикшулуб подходят для такого удара, если оба метеорита были меньше, но вместе имели примерно те же размер и массу, что и метеорит гипотезы одного столкновения[46].
- Взрыв сверхновой звезды либо близкий гамма-всплеск.

### Земные абиотические
1. Усиление вулканической активности[47], с которой связывают ряд эффектов, которые могли бы повлиять на биосферу: изменение газового состава атмосферы; парниковый эффект, вызванный выбросом углекислого газа при извержениях; изменение освещённости Земли из-за выбросов вулканического пепла (вулканическая зима). В пользу этой гипотезы говорят геологические свидетельства о гигантском излиянии магмы в промежутке между 68 и 60 млн лет назад на территории Индостана, в результате которого образовались деканские траппы[48].
2. Резкое понижение уровня моря, произошедшее в последней (маастрихтской) фазе мелового периода («маастрихтская регрессия»).
3. Изменение среднегодовых и сезонных температур. Это было бы особенно актуально в случае действенности предположения об инерциальной гомойотермии крупных динозавров, которая требовала бы ровного тёплого климата[49]. Вымирание, однако, не совпадает по времени со значительным изменением климата[50], и, согласно современным исследованиям, динозавры были скорее полностью теплокровными животными (см. физиология динозавров).
4. Резкий скачок магнитного поля Земли.
5. Переизбыток кислорода в атмосфере Земли.
6. Резкое охлаждение океана.
7. Изменение состава морской воды.

### Земные биотические
1. Эпизоотия — массовая эпидемия.
2. Динозавры не смогли приспособиться к изменению типа растительности и отравились алкалоидами, содержащимися в появившихся цветковых растениях (с которыми, однако, сосуществовали в течение десятков миллионов лет, причём именно с появлением цветковых растений был связан эволюционный успех отдельных групп травоядных динозавров, освоивших новый биом травянистых степей).
3. На численность динозавров сильно повлияли первые хищные млекопитающие, уничтожая кладки яиц[англ.] и детёнышей.
4. Вариация предыдущей версии о вытеснении нептичьих динозавров млекопитающими. Между тем, все меловые млекопитающие — очень мелкие, в основном насекомоядные животные. В отличие от завропсидов, которые благодаря целому ряду прогрессивных специализаций, включая появление чешуи и перьев, яиц в плотной оболочке и живорождения, сумели в своё время освоить принципиально новую среду — удалённые от водоёмов сухие ландшафты, млекопитающие не имели никаких принципиальных эволюционных преимуществ по сравнению с современными им рептилиями. Метаболизм как минимум некоторых динозавров был столь же интенсивен, как у млекопитающих, на что указывают изотопные, сравнительно-морфологические, гистологические и географические данные. Очень сложно отличить наиболее обособившихся манирапторов от примитивных птиц, эти группы имели отличия на уровне семейств и отрядов, а не классов; в кладистике они рассматриваются как разные отряды одного класса завропсидов.
5. Иногда выдвигается гипотеза, что часть крупных морских рептилий могла не выдержать конкуренции с появившимися именно в это время акулами современного типа. Однако ещё в девонское время акулы зарекомендовали себя как неконкурентоспособная в отношении более высокоразвитых позвоночных группа, будучи отодвинутыми на задний план костными рыбами. Очень крупные и довольно прогрессивные на фоне своих сородичей акулы возникали в позднем меловом периоде после упадка плезиозавров, но они быстро были вытеснены начавшими занимать освободившиеся ниши мозазаврами.

#### «Биосферная» версия
В русской палеонтологии популярна биосферная версия «великого вымирания», в том числе вымирания нептичьих динозавров. Большинство из выдвинувших её палеонтологов специализировались на изучении не динозавров, а других животных: млекопитающих, насекомых, и так далее. Согласно ей, основными исходными факторами, предопределившими исчезновение нептичьих динозавров и других крупных пресмыкающихся, стали:
1. Появление цветковых растений.
2. Постепенное изменение климата, вызванное дрейфом материков.

Последовательность событий, приведшая к вымиранию, представляется следующим образом:
- Цветковые растения, имеющие более развитую корневую систему и лучше использующие плодородие почвы, достаточно быстро повсеместно вытеснили прочие виды растительности. При этом появились насекомые, специализированные на питании цветковыми, а насекомые, «привязанные» к ранее существовавшим видам растительности, начали вымирать.
- Цветковые растения образуют дернину, являющуюся лучшим из природных подавителей эрозии. В результате их распространения снизилось размывание поверхности суши и, соответственно, поступление в океаны питательных веществ. «Обеднение» океана пищей привело к гибели значительной части водорослей, являвшихся основным первичным производителем биомассы в океане. По цепочке это привело к полному нарушению всей морской экосистемы и стало причиной массовых вымираний в море. Это же вымирание затронуло и крупных летающих ящеров, которые, по имеющимся представлениям, были трофически связаны с морем.
- На суше животные активно приспосабливались к питанию зелёной массой (и травоядные динозавры тоже). В малом размерном классе появились мелкие фитофаги-млекопитающие (типа современных крыс). Их появление привело к появлению и соответствующих хищников, которыми тоже стали млекопитающие. Малоразмерные хищники-млекопитающие были неопасны для взрослых динозавров, но питались их яйцами и детёнышами, создавая динозаврам дополнительные трудности в воспроизводстве. При этом охрана потомства для крупных динозавров практически неосуществима из-за слишком большой разницы в размерах взрослых особей и детёнышей.

Легко наладить охрану кладки (некоторые динозавры в позднем мелу действительно отрабатывают такие типы поведения), однако когда детёныш имеет размер кролика, а родители — ростом со слона, то его быстрее раздавишь, чем защитишь от нападения.
- Из-за жёсткого ограничения на максимальный размер яйца (обусловленного допустимой толщиной скорлупы) у крупных видов динозавров детёныши рождались намного более лёгкими, чем взрослые особи (у самых крупных видов разница в массе между взрослыми и детёнышами составляла тысячи раз). А это означает, что все крупные динозавры в процессе роста должны были неоднократно менять свою пищевую нишу, причём на ранних этапах развития им приходилось конкурировать с более специализированными в определённых размерных классах видами[51]. Отсутствие передачи опыта между поколениями только усугубляло данную проблему.
- В результате дрейфа материков в конце мелового периода изменилась система воздушных и морских течений, что привело к некоторому похолоданию на значительной части суши и усилению сезонного температурного градиента, что заметно отразилось на биосфере. Динозавры, будучи специализированной группой, были наиболее уязвимы для таких изменений.

В результате всех перечисленных причин для нептичьих динозавров создались неблагоприятные условия, которые и привели к прекращению появления новых видов. «Старые» виды динозавров ещё некоторое время существовали, но постепенно вымерли полностью. Судя по всему, жёсткой прямой конкуренции динозавров и млекопитающих не было, они занимали разные размерные классы, существуя параллельно. Лишь после исчезновения динозавров млекопитающие захватили освободившуюся экологическую нишу, да и то не сразу.
Развитие первых архозавров в триасовом периоде сопровождалось постепенным вымиранием многих терапсид, высшие формы которых являлись по сути примитивными яйцекладущими млекопитающими.

### Комбинированные
Вышеперечисленные гипотезы могут дополнять друг друга, что некоторыми исследователями используется для выдвижения разного рода комбинированных гипотез. Например, удар гигантского метеорита мог спровоцировать усиление вулканической активности и выброс большой массы пыли и пепла, что в совокупности могло повлечь за собой изменение климата, а это, в свою очередь — изменение типа растительности и пищевых цепочек, и т. д.; изменение климата также могло быть вызвано понижением уровня Мирового океана. Деканские вулканы начали извергаться ещё до падения метеорита, однако в определённый момент частые и мелкие извержения (71 тысяча кубометров в год) сменились редкими и масштабными (900 миллионов кубометров в год). Учёные допускают, что смена типа извержений могла произойти под влиянием упавшего в то же самое время метеорита (с погрешностью в 50 тысяч лет).
У некоторых рептилий наблюдается явление зависимости пола потомства от температуры кладки яиц. В 2004 году группа исследователей из британского Университета Лидса, которую возглавляет Дэвид Миллер (David Miller), предположила, что если подобное явление было характерно и для динозавров, то изменение климата всего на несколько градусов могло спровоцировать появление на свет особей только определённого пола (мужского, например), а это, в свою очередь, делает невозможным дальнейшее размножение.
В ноябре 2023 года канадские ученые провели исследование, согласно которому исчезновение динозавров могло быть связано с масштабным похолоданием, вызванным извержениями вулканов. Работа опубликована в журнале Science Advances.

### Недостатки гипотез
Ни одна из перечисленных гипотез не может в полной мере объяснить весь комплекс явлений, связанных с вымиранием нептичьих динозавров и других видов в конце мелового периода.
Главные проблемы перечисленных версий следующие:
- Гипотезы фокусируются именно на вымирании, которое, как считает часть исследователей, шло теми же темпами, что и в предшествующее время, но при этом перестали образовываться новые виды в составе вымерших групп.
- Все импактные гипотезы (гипотезы ударного воздействия), в том числе астрономические, не соответствуют предполагаемой продолжительности его периода (многие группы животных начали вымирать задолго до конца мела, и есть доказательства существования палеогеновых динозавров, мозазавров и других животных). Переход тех же аммонитов к гетероморфным формам тоже свидетельствует о какой-то нестабильности. Очень может быть, что очень многие виды уже были подточены какими-то долговременными процессами и стояли на пути вымирания, а катастрофа просто ускорила процесс.

С другой стороны, следует иметь в виду, что продолжительность периода вымирания не может быть точно оценена из-за эффекта Синьора — Липпса, связанного с неполнотой палеонтологических данных (время захоронения последнего найденного ископаемого может не соответствовать времени исчезновения таксона).
- Часть гипотез имеют недостаточно фактических подтверждений. Так, не найдено никаких следов того, что инверсии магнитного поля Земли влияют на биосферу; нет убедительных доказательств того, что маастрихтская регрессия уровня Мирового океана могла вызвать массовое вымирание таких масштабов; нет доказательств резких скачков температуры океана именно в этот период; также не доказано, что катастрофический вулканизм, в результате которого образовались деканские траппы, был повсеместным, или что его интенсивность была достаточной для глобальных изменений климата и биосферы.

#### Недостатки биосферной версии
В вышеприведённом виде версия использует гипотетические представления о физиологии и поведении динозавров, при этом не сопоставляя все изменения климата и течений, имевшие место в мезозое, в конце мелового периода, а потому и не объясняет одновременное вымирание динозавров на изолированных друг от друга материках.

### Комментарии
1. ↑  Употреблявшийся до середины XX века термин «третичный период» ныне является устаревшим, вместо него в геохронологической шкале находятся палеогеновый и неогеновый периоды.